# Luigi di Beaumont
Luigi di Navarra noto anche come Luigi di Evreux. Louis in francese e in inglese, Luis in basco, in asturiano e in spagnolo, Loís in aragonese, Lluís in catalano, Luís in portoghese, Lois in galizianoe Ludwig in tedesco e Lodewijk in fiammingo (1341 – Apulia, 12 novembre 1372) principe di Navarra che fu conte di Beaumont-le-Roger.

## Origine[1][2][3][4]
Era il figlio ultimogenito (terzo maschio) della regina di Navarra, Giovanna II e di suo marito, Filippo, conte di Évreux, Conte d'Angoulême e di Mortain. Bianca era la sorella del re di Navarra Carlo II e della regina consorte di Aragona, Maria moglie del re Pietro IV di Aragona.

## Biografia
Nel 1353, durante l'assenza del fratello maggiore, il re di Navarra, Carlo II il malvagio, che si era recato in Francia per il suo matrimonio, Luigi fu nominato Viceré di Navarra.
Nel 1356, Carlo II il Malvagio lo nominò Luogotenente generale di Navarra, incarico che mantenne sino al 1364.
Nel 1358, Luigi sposò, in segreto, Maria de Lizarazu, di cui non si conoscono gli ascendenti. Questo matrimonio poi verrà annullato dal fratello, Carlo II il Malvagio, alcuni anni dopo.
Egli prese parte alle lotte che suo fratello, Carlo II di Navarra, detto Il Malvagio, condusse contro i re di Francia, prima, Giovanni II il Buono e poi, Carlo V il Saggio.
Nel 1365, Luigi ricevette in dono dal fratello, Carlo II il Malvagio, la contea di Beaumont-le-Roger e la signoria d'Anet.
Dopo che nel novembre 1365, era stato redatto il contratto di matrimonio, nel 1366, il 19 giugno, a Napoli, sposò la duchessa di Durazzo, Giovanna (1344 – 20 luglio 1387), la figlia del Conte di Gravina e duca di Durazzo, Carlo di Gravina e della Contessa d'Albe, Maria di Calabria (1328 - 1366.)
Luigi, con questo secondo matrimonio conseguì i diritti sul ducato di Durazzo e sul Regno di Albania, che, nel 1368 caddero nelle mani degli albanesi, guidati da Carlo Thopia; allora Luigi cercò di recuperare i due feudi, utilizzando i cavalieri del regno di Navarra che lo avevano accompagnato in gran numero, per il suo matrimonio.
Inoltre Luigi ricevette aiuto dal fratello Carlo, che gli diede allo scopo 50.000 ducati, e dallo stesso re di Francia.
Nel 1372 egli fece intervenire una compagnia di ventura, la Compagnia Navarrese, con la quale aveva combattuto, negli anni precedenti, durante la guerra mossa dal fratello al re di Francia.
Ma mentre si trovava in Apulia, dove stava organizzandosi per riconquistare i due feudi, Luigi all'improvviso morì; fu tumulato a Napoli.

## Discendenza[1][2]
Luigi da Maria de Lizarazu ebbe quattro figli:
- Giovanna di Beaumont (1359-?), che fu educata al monastero di Santa Clara a Estella, con la cugina Isabella, figlia di Carlo il Malvagio. Sposò Pietro di Laxague;
- Carlo di Beaumont (1361-1432), successe al padre nella contea di Beaumont-le-Roger e nella signoria d'Anet. poi fu conte di Lerin e connestabile di Navarra.
- Tristano di Beaumont
- Andrea di Beaumont

Luigi da Giovanna non ebbe figli.

## Ascendenza
|                        |                       |                        | Genitori                |  |  | Nonni |  |  | Bisnonni               |  |  | Trisnonni           |  |
|                        |                       |                        |                         |  |  |       |  |  | Filippo III di Francia |  |  | Luigi IX di Francia |  |
|                        |                       |                        |                         |  |  |       |  |  | Filippo III di Francia |  |  | Luigi IX di Francia |  |
|                        |                       | Margherita di Provenza |                         |  |  |       |  |  | Filippo III di Francia |  |  |                     |  |
| Luigi d'Évreux         |                       |                        |                         |  |  |       |  |  | Filippo III di Francia |  |  |                     |  |
|                        |                       | Maria di Brabante      | Enrico III di Brabante  |  |  |       |  |  |                        |  |  |                     |  |
|                        |                       | Maria di Brabante      | Enrico III di Brabante  |  |  |       |  |  |                        |  |  |                     |  |
|                        |                       | Maria di Brabante      | Alice di Borgogna       |  |  |       |  |  |                        |  |  |                     |  |
| Filippo III di Navarra |                       | Maria di Brabante      |                         |  |  |       |  |  |                        |  |  |                     |  |
|                        |                       | Filippo d'Artois       | Roberto II d'Artois     |  |  |       |  |  |                        |  |  |                     |  |
|                        |                       | Filippo d'Artois       | Roberto II d'Artois     |  |  |       |  |  |                        |  |  |                     |  |
|                        |                       | Filippo d'Artois       | Amicie de Courtenay     |  |  |       |  |  |                        |  |  |                     |  |
| Margherita d'Artois    |                       | Filippo d'Artois       |                         |  |  |       |  |  |                        |  |  |                     |  |
|                        |                       | Bianca di Bretagna     | Giovanni II di Bretagna |  |  |       |  |  |                        |  |  |                     |  |
|                        |                       | Bianca di Bretagna     | Giovanni II di Bretagna |  |  |       |  |  |                        |  |  |                     |  |
|                        |                       | Bianca di Bretagna     | Beatrice d'Inghilterra  |  |  |       |  |  |                        |  |  |                     |  |
| Luigi di Beaumont      |                       | Bianca di Bretagna     |                         |  |  |       |  |  |                        |  |  |                     |  |
|                        | Filippo IV di Francia | Filippo III di Francia |                         |  |  |       |  |  |                        |  |  |                     |  |
|                        | Filippo IV di Francia | Filippo III di Francia |                         |  |  |       |  |  |                        |  |  |                     |  |
|                        | Filippo IV di Francia | Isabella d'Aragona     |                         |  |  |       |  |  |                        |  |  |                     |  |
| Luigi X di Francia     | Filippo IV di Francia |                        |                         |  |  |       |  |  |                        |  |  |                     |  |
|                        |                       | Giovanna I di Navarra  | Enrico I di Navarra     |  |  |       |  |  |                        |  |  |                     |  |
|                        |                       | Giovanna I di Navarra  | Enrico I di Navarra     |  |  |       |  |  |                        |  |  |                     |  |
|                        |                       | Giovanna I di Navarra  | Bianca d'Artois         |  |  |       |  |  |                        |  |  |                     |  |
| Giovanna II di Navarra |                       | Giovanna I di Navarra  |                         |  |  |       |  |  |                        |  |  |                     |  |
|                        |                       | Roberto II di Borgogna | Ugo IV di Borgogna      |  |  |       |  |  |                        |  |  |                     |  |
|                        |                       | Roberto II di Borgogna | Ugo IV di Borgogna      |  |  |       |  |  |                        |  |  |                     |  |
|                        |                       | Roberto II di Borgogna | Iolanda di Dreux        |  |  |       |  |  |                        |  |  |                     |  |
| Margherita di Borgogna |                       | Roberto II di Borgogna |                         |  |  |       |  |  |                        |  |  |                     |  |
|                        |                       | Agnese di Francia      | Luigi IX di Francia     |  |  |       |  |  |                        |  |  |                     |  |
|                        |                       | Agnese di Francia      | Luigi IX di Francia     |  |  |       |  |  |                        |  |  |                     |  |
|                        |                       | Agnese di Francia      | Margherita di Provenza  |  |  |       |  |  |                        |  |  |                     |  |
|                        |                       | Agnese di Francia      |                         |  |  |       |  |  |                        |  |  |                     |  |